# グレート・ウェスタン鉄道4120形蒸気機関車

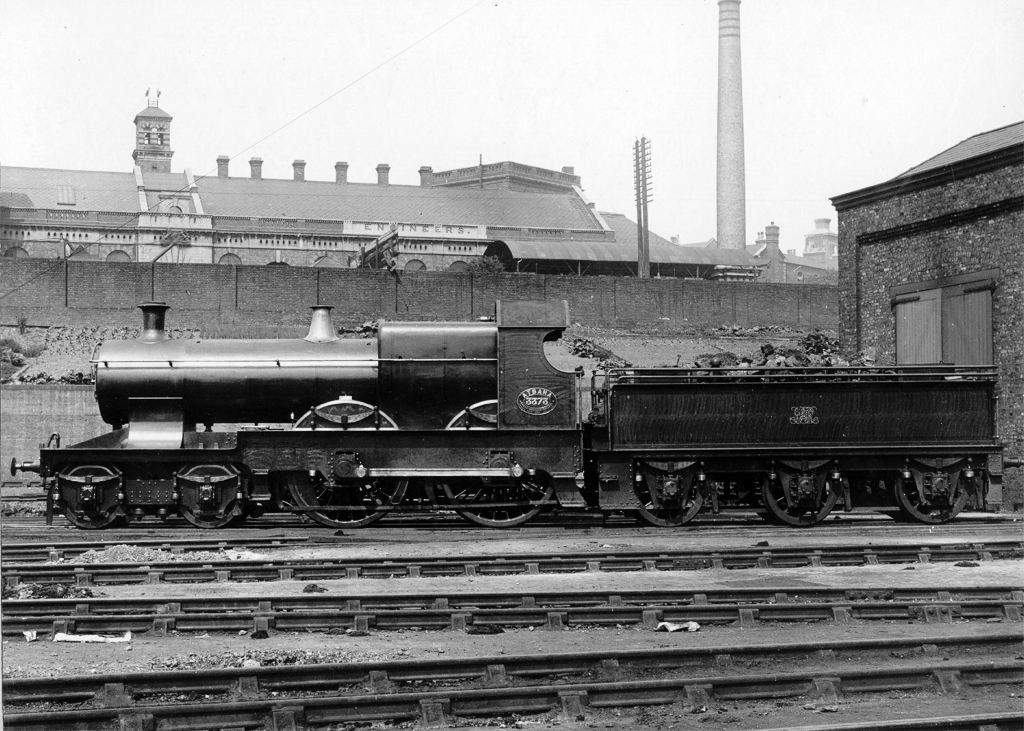
アタバラ級3373号機「アタバラ」（後に4120へ改番）

グレート・ウェスタン鉄道4120形蒸気機関車(4120 Class)はイギリスのグレート・ウェスタン鉄道（GWR）が製造した旅客用テンダー式蒸気機関車の1形式である。その内の1両の固有名から、アタバラ級（Atbara Class）とも呼ばれる。軸配置はアメリカン（4-4-0あるいは2B）である。
同型機で1897年登場のバドミントン級（Badminton Class）、アタバラ級に続く1910年に登場したフラワー級（Flower Class）も含めて、4100形（4100 Class）のグループを形成する。

## 概要
GWRの機関車総監督(Locomotive Superintendant)であったウィリアム・ディーン（在任期間：1877年 - 1902年）によって、3300形（ブルドッグ級）の急行列車牽引専用バージョンとして1900年に設計された。

## 設計
基本となったのはブルドッグ級の中でも初期の新造グループ(3332 - 3372)であり、車番もこれの続番が割り当てられている。その一方で大きな設計変更が行われており、その形状は原型機とは異なったものとなっている。
シリンダーを車輪間に並べて配置し、弁装置も内側スティーブンソン式、という基本構成には何ら変わりはない。だが、動輪径の拡大、それに主台枠の全面的な設計変更という2つの主要部設計の変更で、その印象はかなり異なったものとなった。
特に後者は本形式の外観に大きな影響を及ぼし、ブルドッグ級初期車やデューク級などに残されていた優雅なビクトリア朝の面影が払拭され、リベットの並ぶ実用本位の無骨な姿に一変した。
なお、この新設計台枠はブルドッグ級の後期新造グループ、および本形式の直接の後継機種である3700形（シティ級）にも継承されている。

## 製造
急行列車専用として設計されたことや後述する性能面での不足もあり、1900年から1901年にかけて3373 - 3412の計40両がグレート・ウェスタン鉄道スウィンドン工場で製造されたにとどまった。以後の増備はボイラーを新設計のNo.4形(Type No.4)へ変更して性能の更なる向上を図ったシティ級に切り替えられた。また、本形式の中から3400 - 3409の10両が抽出されてNo.4形へボイラーを換装する工事が実施され、これらはシティ級へ編入された。
なお、本形式は1912年末に改番が実施され、事故廃車と先述のシティ級編入車を除く29両が4120 - 4148に整理・改番されている。

## 運用
本形式は急行列車専用という一つの目的に特化した設計で製造された車両であり、その目的においては持てる性能を遺憾なく発揮した。
もっとも、高速機の生命線とも言うべきボイラーの蒸気発生量の不足が早くから指摘されており、後継となるシティ級では新設計のNo.4形に変更された他、本形式の残存各車についても搭載していたNo.2形ボイラーの改修が段階的に実施された。
当初搭載されたNo.2形はストレート缶胴の旧型であったが、ブルドッグ級と同様に短円錐形、長円錐形と順次改良する工事が1904年から開始され、更には2900形（セイント級）などに先駆けて1909年には過熱装置の装着が完了し、性能が大きく引き上げられている。
しかし、同じ動輪径で単式4気筒の強力な4-6-0機である4073形（キャッスル級）の製造が開始されると、牽引力で大きく見劣りする本形式は次第に余剰を来すようになった。このため、1927年から1931年にかけて全車が廃車となり、スウィンドン工場で解体処分されている。

## 諸元
- 全長 mm
- 全高 mm
- 軸配置 2B（アメリカン）
- 動輪直径 2,044.7mm
- 弁装置:内側スティーブンソン式弁装置
- シリンダー（直径×行程） 457.2mm×660mm
- ボイラー圧力 14.0kg/cm² （= 200lbs/in2 = 1.38MPa)）
- 火格子面積 m²
- 機関車重量 t
- 最大軸重 t
- 炭水車重量 t